# Parque de las Naciones (Portugal)
Parque de las Naciones (Parque das Nações en portugués) es una freguesia portuguesa del municipio de Lisboa, distrito de Lisboa.

## Historia
Parque de las Naciones es la designación del lugar donde se celebró la Exposición Mundial de 1998 de Portugal, habiéndose construido, sin embargo, un centro de actividades culturales. De arquitectura contemporánea y espacios de convivencia, trajo una nueva dinámica a la zona oriental de Lisboa y del cercano municipio de Loures que, en 1990, aún era una zona industrial. Y es uno de los distritos financieros más grandes de la ciudad de Lisboa y de Europa.
El 8 de noviembre de 2012 pasó a ser una freguesia en aplicación de una resolución de la Asamblea de la República de Portugal con la unión de un tercio de la freguesia de Moscavide, el tercio costero de la freguesia de Sacavém, ambas pertenecientes al municipio de Loures; y un tercio de la freguesia lisboeta de Santa Maria dos Olivais.

### Freguesiade Oriente
Oriente era en 2004 el nombre inicialmente propuesto para una nueva freguesia del municipio de Lisboa que, de ser creada, englobaría todo el Parque de las Naciones de Lisboa, unificando un área que por aquel entonces se repartía entre las freguesias de Moscavide, Sacavém (ambas pertenecientes al municipio de Loures) y Santa Maria dos Olivais (freguesia ésta del municipio de Lisboa). Limitaría al norte con el Río Trancão, al este con el río Tajo, al sur con la Avenida Infante D. Henrique de la (freguesia de Santa Maria dos Olivais) y al oeste tendría como término la linha ferroviária do Norte, que la separaría de las freguesias de Santa Maria dos Olivais, Moscavide y Sacavém.

#### Proceso de creación
La creación de la freguesia estuvo prevista en un proyecto de ley presentado por los grupos parlamentarios del PSD y del CDS/PP, el cual caducó con la disolución de la Asamblea de la República, en 2004. Ya en la siguiente legislatura, en 2005, el mismo proyecto de ley volvió a ser propuesto por un diputado del PSD, habiendo pasado a la Comisión de Poder Local, Ambiente y Ordenamiento del Territorio de la Asamblea de la República, para su posterior evaluación y discusión.
El proyecto de ley presentaba indicadores estadísticos que comprobaban que la freguesia propuesta cumplía todos los requisitos para la creación de nuevas freguesias en el territorio de Portugal Continental y, específicamente, en el municipio de Lisboa (que posee reglas más restrictivas para la creación de freguesias).

#### Argumentos favorables a la creación de lafreguesia
La Associação de Moradores e Comerciantes do Parque das Nações apoyó en su momento la creación de la freguesia, de la que decía que era esencial para mantener la cohesión del espacio urbanístico heredado de la Expo '98. Los partidos y organizaciones que defendían esta alteración administrativa subrayaban que esta sería la forma más racional de gestionar un espacio como el Parque de las Naciones, que por aquel entonces estaba dividido entre tres freguesias y dos municipios.
Además de eso, estas organizaciones defendían que existía un desfase entre la realidad fiscal y la realidad administrativa, pues, por aquel entonces, el municipio de Loures no administraba ninguna parte del territorio del Parque de las Naciones —por ejemplo, no administraba la distribución de agua ni otros servicios municipales—, al contrario de lo que ocurría con la parte perteneciente al municipio de Lisboa. A pesar de no participar directamente en la administración del Parque, la Cámara Municipal de Loures recibía los impuestos municipales provenientes del mismo y la población de esa área votaba a las instituciones del municipio lourense.
Cabe destacar que todas las organizaciones y grupos de habitantes del Parque de las Naciones se manifestaron, durante bastante tiempo, a favor de la creación de la freguesia. O sea, en el seno de la población directamente interesada por el asunto, no había divergencia en relación con la necesidad de creación de la misma. La población consideraba la división administrativa tripartita una herencia de los tiempos anteriores a la Expo '98, desfasada de la realidad del momento. La creación de la nueva freguesia permitiría simplificar la administración del Parque de las Naciones después de la devolución del espacio a las cámaras municipales, que estaba prevista para 2009.
En términos funcionales, todo el Parque de las Naciones funcionaba, de facto, como barrio de la ciudad de Lisboa (el más reciente), y sus habitantes, así se identificaban.
Es importante resaltar que el área que se debería retirar a la freguesia de Moscavide nunca fue administrada por la misma y que el área que se debería retirar a la freguesia de Sacavém no lo es desde hace varias décadas: hasta el inicio del proyecto de la Expo '98, fueron administradas por el Puerto de Lisboa; a partir de entonces, habían sido administradas por la Parque Expo, S.A.

#### Argumentos desfavorables a la creación de lafreguesia
Por otra parte, tal deseo es, en general, rechazado por los habitantes de Sacavém y de Moscavide (sin embargo, solo de aquellos que habitan fuera del territorio del Parque de las Naciones).
Al nivel de la administración autárquica, el municipio de Loures teme perder, con la creación de la freguesia, los ingresos provenientes de los impuestos municipales pagados por los habitantes de la zona del Parque de las Naciones, así como verse privado de más territorio (ya en 1998, con la secesión de Odivelas para formar un nuevo municipio, el municipio de Loures se vio significativamente reducido).
En Sacavém, la asamblea de freguesia votó por unanimidad un voto, no vinculante, desfavorable a la creación de dicha freguesia. El presidente de la junta de freguesia de Moscavide solo concuerda con la creación de la freguesia si esta fuera a ser integrada en el municipio de Loures (esta propuesta no encuentra eco en la población del Parque de las Naciones, dado que la Expo y el Parque son realizaciones de la ciudad de Lisboa). Por último, el alcalde de Santa Maria dos Olivais ya mostró también públicamente su discordancia por la posible disgregación de territorio en su freguesia.

#### Posición de la Asamblea Municipal de Lisboa
Todos los partidos presentes en la Asamblea Municipal de Lisboa defendían la integración del territorio previsto para la freguesia del Oriente en el municipio de Lisboa. Sin embargo, algunos defendían la integración de ese mismo territorio en la freguesia de Santa Maria dos Olivais, lo que permitiría integrar el Parque de las Naciones en una sola freguesia sin crear nuevas estructuras, modificando solo el límite de Lisboa para integrar el área actualmente perteneciente al municipio de Loures.

#### Otras propuestas
Hubo también una propuesta la creación de un nuevo municipio que comprendería el Parque de las Naciones y las freguesias de Moscavide, Santa Maria dos Olivais y Portela. Fueron sugeridas varias posibles denominaciones para el nuevo municipio, tales como: Oriente, Vasco da Gama y Foz do Tejo.

## Demografía
| Gráfica de evolución demográfica de Parque de las Naciones entre 2011 y 2021 |
|                                                                              |
| Datos según el nomenclátor publicado por el INE portugués.                   |

## Patrimonio
El Parque cuenta con el Pavilhão do Conhecimento (Pabellón del Conocimiento), un moderno museo de ciencia y tecnología con varias exposiciones interactivas; un teleférico que transporta a los visitantes de una punta a otra del Parque, o hasta a la Torre Vasco da Gama, el edificio más alto de Lisboa. También son destacables el recinto multifuncional para espectáculos y deportes Pavilhão Atlântico; el Oceanario de Lisboa, uno de los mayores acuarios del mundo; o la Iglesia Nuestra Señora de los Navegantes, inaugurada en marzo de 2014.
Destacan a lo lejos las cúpulas de las plataformas de la Estación de Oriente, de Santiago Calatrava, imponiendo su línea arquitectónica; el Pabellón de Portugal, del arquitecto portugués Álvaro Siza Vieira, tiene a la entrada una enorme pala de hormigón armado, que imita la vela de un barco.
Tomando ventaja de su localización geográfica, el parque también se enorgullece de presentar una Marina turística moderna. La Marina Parque de las Naciones, dispone de 600 amarraderos para yates de recreo e infraestructuras completamente preparadas para recibir grandes eventos náuticos, con un pontón exclusivo para eventos y un embarcadero de río, no sólo para cruceros o barcos históricos, sino también como área de apoyo para eventos en tierra. Para los que son amantes de observación de aves, este es un punto perfecto para la observación de pájaros al estar localizado en pleno estuario del Tajo, uno de los más grandes y diversos de Europa. 

## Patrón
El Patriarcado de Lisboa creó la parroquia de Nossa Senhora dos Navegantes, en el territorio de la freguesia propuesta, destacándola de las parroquias de Santa Maria dos Olivais, Santo António de Moscavide y Nossa Senhora da Purificação de Sacavém.